# Православные храмы Берлина
Православные храмы Берлина — православные храмы в столице Германии городе Берлине, относящиеся к разным поместным юрисдикциям. Масштаб зданий различный: от небольшой домовой церкви до кафедрального собора.

## История
Через 12 лет после того, как Пётр Великий открыл в Берлине постоянное дипломатическое представительство, в его помещениях с 1718 года начала действовать русская «походная церковь» для российских посланников, приезжавших с государевыми поручениями.
С XIX века в Берлине проживало много российских подданных, которые часто обращались за помощью в дипломатические представительства Российской империи.
В 1837 году при Императорском российском посольстве в Берлине появилась домовая церковь Св. Владимира. Её настоятелем по предложению митрополита Санкт-Петербургского Исидора был назначен в 1886 году священник Алексей Петрович Мальцев (годы жизни 1854—1915), возведённый в сан протоиерея.
В 1890 году по инициативе Алексея Петровича Мальцева в Берлине было учреждено Свято-Князь-Владимирское братство, которому покровительствовал великий князь Владимир Александрович, брат императора Александра III. Это братство оказывало помощь православным христианам любой национальности и российским подданным любой христианской конфессии. Сооружение и содержание православных храмов в Германии также входило в задачи этого благотворительного сообщества.

## Храм святых равноапостольных Константина и Елены
|  |  |  |

Первый построенный русский храм получил своё название в честь причисленных к лику святых равноапостольных — римского императора Константина, сделавшего в IV веке христианство господствующей религией, и его матери Елены, активно участвовавшей в распространении христианства.
Храм с прилегающим к нему русским кладбищем появился в пригороде столицы в конце XIX века. В наши дни это место относится к берлинскому району Тегель.
Закладка храма состоялась в 1893 году при участии Свято-Князь-Владимирского братства. Церковь строилась по присланныму из России проекту, руководил постройкой местный архитектор Бомм.
Позолоченный иконостас резного дуба подарил храму
один из братьев Елисеевых, известный своей благотворительной деятельностью — Александр Григорьевич Елисеев.
В дар церкви поступили иконы из Синода и с Афонской Горы. Престол и жертвенник изготовлены из белого каррарского мрамора с позолоченными крестами. Через год после закладки храм Константина и Елены был торжественно освящён, что стало радостным событием также для греческой, сербской и румынской общин, не имевших тогда своих церквей и совершавших богослужения в русской посольской церкви.
Храм стоит в центре русского кладбища, при основании которого по всей его территории была рассыпана российская земля, понемногу взятая из разных губерний, посажены молодые липы, дубы, березы и клёны, привезённые из России, чтобы символически переместить в Берлин кусочек родной земли. Над главным кладбищенским входом была сооружена звонница с пятью колоколами, тоже щедрый дар А. Г. Елисеева.
На «русскую территорию» перенесли найденный на Дорофеевском протестантском кладбище памятник Михаилу Глинке, стоявший там до перезахоронения композитора в мае 1857 году в Санкт-Петербурге.
В непосредственной близости к храму находится могила отца писателя Владимира Набокова, русского политика, криминалиста и публициста Владимира Дмитриевича Набокова, который погиб в Берлине в 1922 году, пытаясь обезоружить террориста, чтобы предотвратить покушение на П. Н. Милюкова. На этом кладбище похоронен отец режиссёра Сергея Эйзенштейна — архитектор Михаил Эйзенштейн, дальний родственник анархиста Петра Кропоткина — князь Николай Кропоткин, а также многие русские эмигранты — бароны, графы, князья, министры, политические деятели, генералы армии Врангеля. После Второй мировой войны здесь захоронены останки русских детей из концлагеря и советских солдат, павших при взятии Берлина.

## Кафедральный Воскресенский собор
|  |  |  |

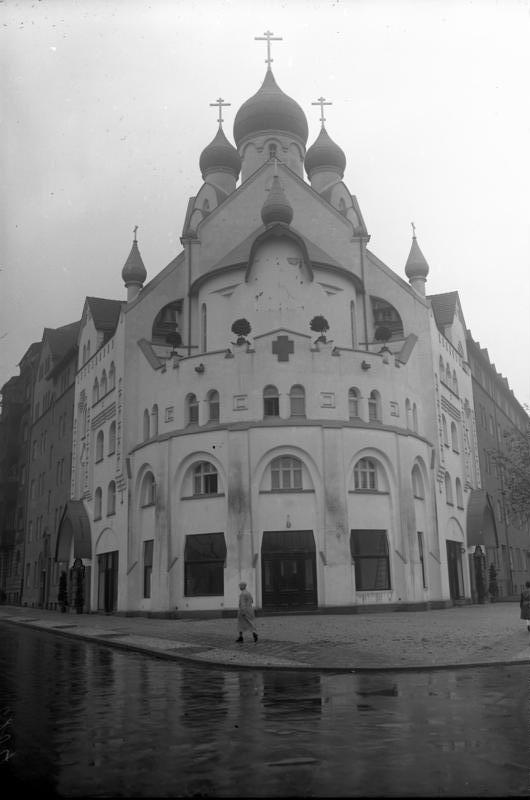
Русский собор. Фото 1929 года

В 1921 году была учреждена Берлинская и Германская епархия Московского патриархата, объединяющая приходы русской православной церкви на территории Германии.
В 1992 году в епархии было только 12 православных приходов по всей Германии, сейчас их — 65.
Кафедральным городом епархии стала столица Германии, а в ней кафедральным является русский православный Воскресенский собор (нем. Russische orthodoxe Auferstehungs-Kathedrale) в берлинском районе Вильмерсдорф.
Строился этот храм по проектам Карла Шельберга (нем. Karl Schellberg) с 1936 по 1938 год на улице Гогенцоллерндамм (нем. Hohenzollerndamm) поблизости от прежнего, построенного в 1923—1928 годы, русского собора со своей гостиницей, после разрушений переоборудованного в современный отель.
Название кафедрального собора связано с Воскресением Христа. Пасха — один из самых любимых в России христианских праздников ежегодно отмечается в соборе с особым торжеством, в котором, наряду с берлинскими священниками, часто принимают участие священнослужители, прибывшие из России и других стран.
14 сентября 2017 года в Воскресенском соборе прошло торжественное  прощальное богослужение в связи с кончиной Берлинского и Германского архиепископа Феофана.

## Храм св. прп. Сергия Радонежского
В берлинском районе Карлсхорст по адресу Вильденштайнер штрассе, дом 10 (нем. Wildensteiner Straße) есть здание, на первом этаже которого располагается домовый храм резиденции правящего архиерея. Он назван в честь жившего в XIV веке Сергия Радонежского, позднее причисленного к лику святых преподобных (нем. Heilige Sergius von Radonezh Kirche).
Верхняя часть этого здания предоставлена Управлению Берлинско-Германской епархии Русской православной церкви Московского Патриархата, а также Паломническому отделу епархии, который организует поездки на Святую Землю и по святым местам Европы — в Грецию, Россию, Украину, Беларусь, в православные храмы на территории Германии.

## Приход св. Исидора Ростовского
Церковь немецкоговорящей православной общины, названная в честь Исидора Ростовского, подвижника XV века, родом из Германии, католика, принявшего православие (нем. Deutschsprachige Orthodoxe Gemeinde des Heiligen Isidor), находится в берлинском районе Ланквиц.
Приход св. Исидора Ростовского, основанный в 2002 году,
относится к Берлинско-Германской епархии Русской православной церкви Московского Патриархата.

## Церковь Покрова Пресвятой Богородицы

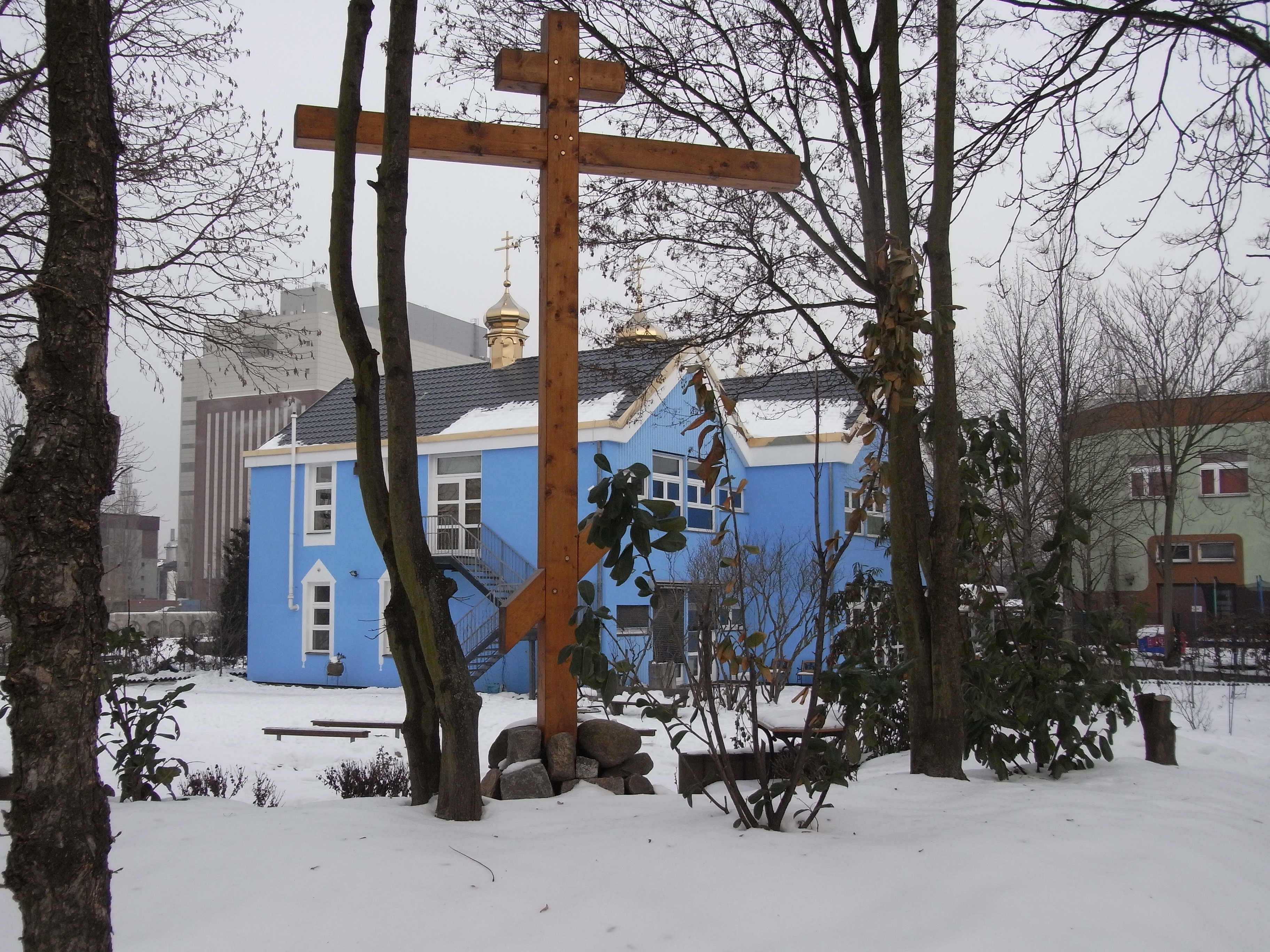
Церковь Покрова Пресвятой Богородицы в Шарлоттенбурге

Приход долгое время не имел собственного помещения. Найденное временное помещение в западном Берлине, районе Вильмерсдорф, по адресу: Кульмбахер штрассе, № 6 в частном доме было освящено 1 октября 1952 года малым чином, и в нём стали служить. Как пишет современник: «Наняли небольшую квартиру на Kulmbacher Straße, 6, установили неказистый иконостас, начали совершать богослужения». Для получения права владения этим помещением был подписан контракт между управляющим дома и Епархиальным управлением, согласно которому за наем храма платилось 130 германских марок ежемесячно. Это был единственный приход РПЦЗ в Берлине, так как в 1945 году Воскресенский собор на Гогенцоллерндамм (Hohenzollerndamm), и храм равноапостольных Константина и Елены в Тегеле (Берлин) перешли в Московский Патриархат, а здание Воскресенского собора на Фер-беллинер Платц перешло в собственность строительной фирмы из-за просроченной выплаты ей долга.
Первым настоятелем стал архимандрит Мстислав (Волонсевич), однако в 1953 году он покинул должность настоятеля, после чего Покровский приход долгое время безуспешно пытался обрести нового настоятеля. Отсутствие постоянного духовенства тормозило развитие различных сфер церковной жизни в новообразованном приходе. Скорее всего, отсутствие клира влекло за собой отсутствие постоянного причта — чтецов, певцов, пономарей. Никогда не было твердой гарантии в приезде священника и, следовательно, в том, что богослужение в храме состоится.
Лишь в 1958 году исполняющим обязанности настоятеля стал епископ Нафанаил (Львов), значительно улучшив жизнь прихода, однако и он пробыл недолго. Лишь в 1973 году у храма на короткое время появился настоятель — священник Александр Шокотов. В 1974 году в списке приходов в графе, посвящённой Покровской церкви, нет даже упоминания: «Настоятель — вакансия»; указан только адрес (прежний). Больше никаких данных о храме нет.
Община церкви Покрова Пресвятой Богородицы (нем. Schutz der Gottesmutter), которая относится к епархии Русской православной церкви за границей, получила в марте 2008 года от руководства берлинского района Шарлоттенбург ключи для переезда в переоборудованное из детского сада здание.
Помимо самой церкви в здании размещается второй (наряду с мюнхенским) центр этой епархии. Церковная община Покрова Пресвятой Богородицы активно участвует в социальных инициативах. Благодаря её помощи дети из Беслана, захваченные в заложники террористами в 2004 году, получили возможность лечиться в берлинских клиниках, их родителям оказывается духовная поддержка.

## Церковь Святого Равноапостольного Князя Владимира
Открытая с 1837 года при Императорском российском посольстве в Берлине домовая церковь Святого Владимира просуществовала до начала Первой мировой войны.
В 2010 году в столичном административном округе Марцан-Хеллерсдорф была заново основана община Святого Равноапостольного Князя Владимира. Службы этого прихода несколько лет проходили в евангелической церкви Марцана. Правительство округа Марцан-Хеллерсдорф поддержало идею строительства нового православного храма. Благотворители из Москвы выделили необходимую сумму для приобретения земельного участка, на котором возводили временную деревянную церковь. По замыслу, к храму должен примыкать православный духовный центр.
12 июля 2014 года состоялась первая литургия в деревянном храме, открывшемся после завершения строительства.

## Другие православные храмы в Берлине
В Берлине есть также православные общины, которые не относятся к Берлинско-Германской епархии Русской православной церкви Московского Патриархата или к Берлинско-Германской епархии Русской православной церкви за границей.

### Греческая
Действующая с 1976 года церковь греческой православной общины в берлинском районе Штеглиц названа в честь Вознесения Христа (нем. Christi-Himmelfahrt-Kirche).
Малопримечательный снаружи храм удивляет внутренним убранством. Стены классической базилики украшены привезёнными из Греции фресками на евангельские сюжеты. Резной деревянный иконостас был заказан на Крите. Согласно статистическим данным 2011 года, в Берлине официально проживает 9590 греков. Греческая православная община неуклонно растёт. 
В январе 2013 года греческая православная община в 4-й раз проводила традиционное освящение воды в реке Шпрее на набережной вблизи Дома культур мира.

### Сербские

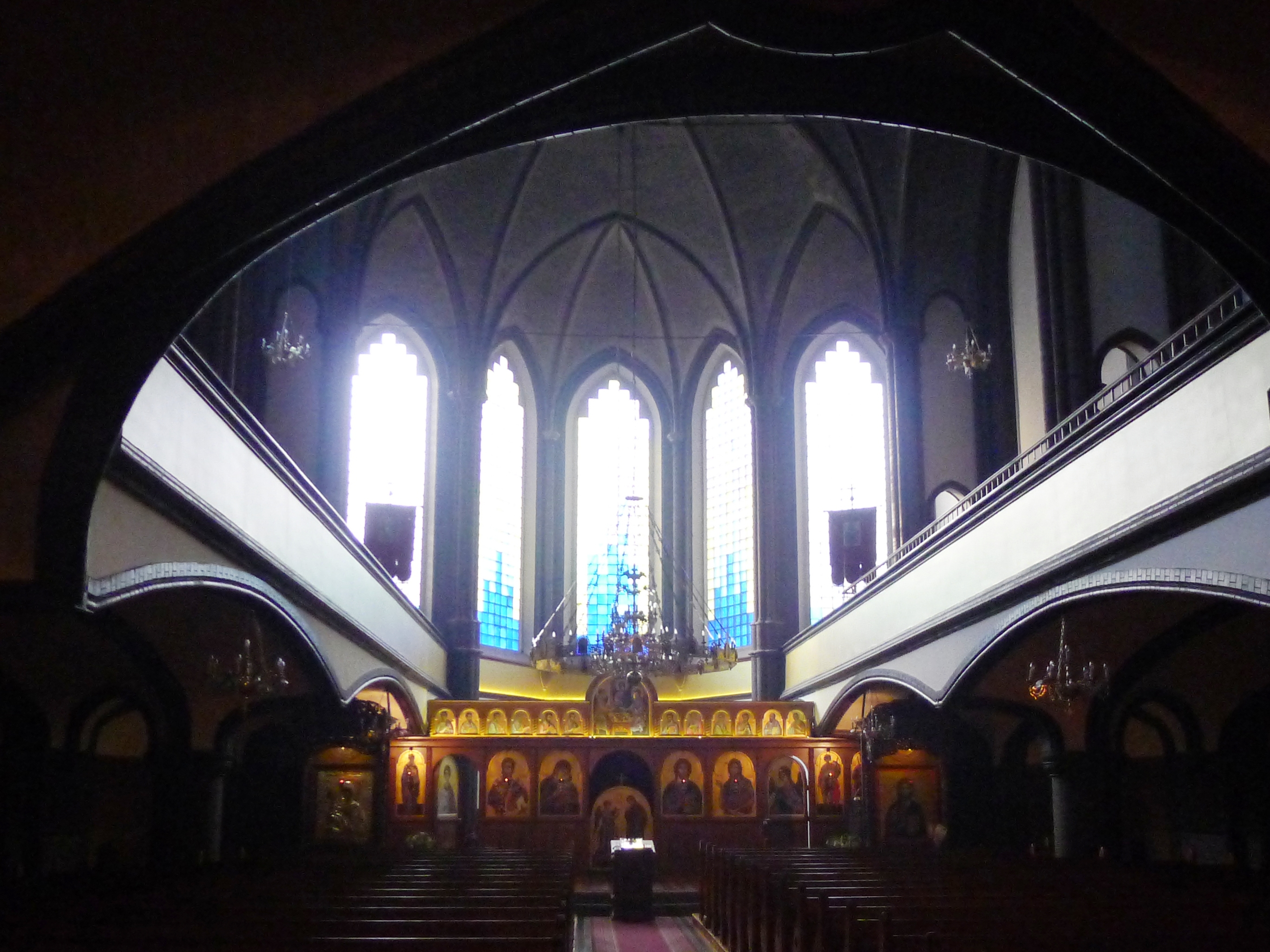
Интерьер храма имени Святого Саввы в Веддинге

Храм в районе Веддинг берлинского округа Митте назван именем Святого Саввы, одного из самых почитаемых святых Сербской православной церкви, религиозного, культурного и политического деятеля XII—XIII веков. Первоначально прихожане сербской общины пользовались гостеприимством русской и греческой православных церквей в Берлине. С осени 1988 года им было предоставлено для богослужений здание евангелической капеллы.
Церковь Воскресения Христова — сербская православная церковь, расположенная в берлинском районе Темпельхоф, в 2008 году была приобретена Евангелической церковью, отремонтирована и обустроена для православного богослужения. Изготовленный в 2011 году из орехового дерева иконостас создан резчиком по дереву из Чачака. Иконы выполнены в иконописной мастерской Белграда. В храме находятся мощи святителя Николая Сербского, о жизни и деятельности которого был снят первый документальный фильм в этом церковном приходе. Храм украшают три большие иконы в престолах — Иисуса Христа, Богородицы и Нектария Эгинского. Рядом с храмом расположен церковный центр. В нём есть зал, офисы, учебные классы, библиотека,  игровая комната для детей и приходская квартира.

### Болгарская

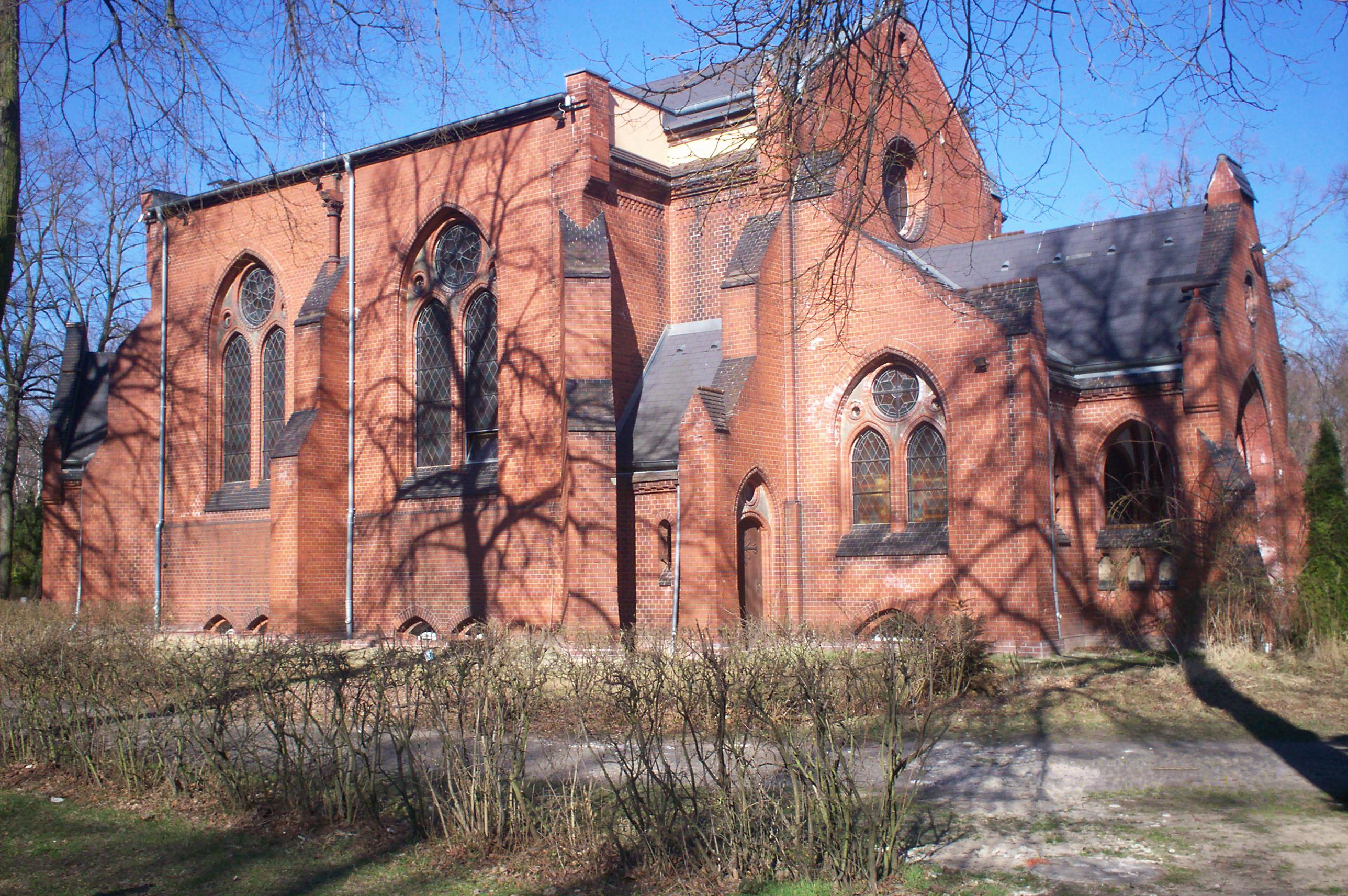
Кафедральный храм святого царя Бориса в Нойкёльне

Болгарская православная церковь, расположенная в берлинском округе Нойкёльн, названа в честь Св. Царя Бориса Крестителя (болг. Св. Цар Борис Покръстител), который в IX веке ввёл христианство в качестве государственной религии и почитается как равноапостольный святой не только в Болгарии.
Построенное в годы 1899—1900 здание церкви до 1995 года предоставлялось евангелической общине «Иерусалим» (нем. Kirchengemeinde Jerusalem), а затем несколько лет пустовало. С 2003 года в храме совершаются богослужения Болгарской церковной общины. В 2005 году состоялось торжественное освящение храма, на котором помимо духовних лиц присутствовали премьер-министр Болгарии Симеон II с супругой, болгарский посол в Берлине и другие официальные лица. В храме иногда проходят совместные торжественные литургии, в которых принимают участие священники из других православных общин Берлина — русской, сербской, румынской.

### Румынская
Решение основать церковь румынской православной общины Святых Архангелов Михаила и Гавриила (рум. Sfinţii Arhangheli Mihail şi Gavriil) было принято в сентябре 1940 года. Но сначала для богослужений предоставлялись другие помещения — часовня в берлинском районе Тиргартен и евангелическая Иерусалимская церковь (нем. Jerusalemkirche) в берлинском районе Кройцберг, до её разрушения от бомбардировок.
С 2016 года православная румынская церковь открыта в берлинском районе Шарлоттенбург. Стадии  возведения нового церковного здания отражены в фотоальбоме.